# 帕哈拉
帕哈拉（西班牙語：Pájara），是西班牙加那利群岛拉斯帕尔马斯省的一个市镇，位于富埃特文图拉岛的西南部。总面积384平方公里，总人口20539人（2018年），人口密度54人/平方公里。